# Zeng Yanfen
Zeng Yanfen (en chino, 曾艳芬; pinyin, Zéng Yànfēn) (Shaoguan, Guangdong, 30 de enero de 1991) es una cantante idol y actriz china, pertenece al Team NII del grupo de idol SNH48.

## Biografía

### 2013-2015: Debut e inicio de carrera
En 18 de agosto de 2013, superó junto con otras 33 chicas la audición para la segunda generación de SNH48, y más tarde, hizo su debut oficial en el stage "Theater no Megami" (diosa del teatro). En el 11 de noviembre del mismo año, participó en la ceremonia de formación de los Teams y entró a formar parte del Team NII.
En 16 de noviembre, participó el concierto de SNH48 en Guangzhou. En 31 de diciembre participó en el concierto de despedida del año en Shanghai Dongfang tv.
En 18 de enero de 2014, participó en el concierto de kohaku uta gassen de SNH48. En 23 de febrero participó en la quinta temporada del programa China's Got Talent. En 5 de marzo, fue invitada para participar en el evento brillante 2014 de FM 101. En 26 de julio, participó en el concierto de elecciones generales 2014 de SNH48. En 31 de julio, participó en el evento de China Joy. En 27 de diciembre, participó en la gira nacional de SNH48 llamado estrella-sueño gira nacional.

### 2015- Despegue en SNH48
En 15 de enero se lanzó el EP Give me five para el segundo aniversario del grupo, Zeng Yanfen participó en el rodaje del vídeo musical que da el nombre al EP. En 31 de enero, participó en el primer concierto del Request Time Best 30, junto con Ju Jingyi cantó la canción  "Wagamama na Nagareboshi" (estrella fugaz caprichosa). En 17 de febrero, participó en gala inaugural del año nuevo chino en Jiangsu TV. En 25 de julio, participó en el concierto de elecciones generales 2015, y terminó clasificando a noveno puesto. En 11 de agosto, terminó en el primera posición en el evento kami-7 de Le tv. En 25 de noviembre, junto con otros integrantes del team Nii, participó en el show organizado por echo app, siendo ellas las primeras portavoces de la aplicación. 
En 31 de noviembre, participó en la primera gala de style-7 de SNH48, y terminó en la cuarta posición. En 10 de noviembre, participó en la gala Tmall doble 11 de Hunan TV. En 4 de diciembre, se emitió el programa "cada día mejor"(天天向上) donde ella tuve participación. En 26 de diciembre, participó en el segundo concierto de Request Time Best 30. En 31 de diciembre, participó la gala para despedir el año de Jiangsu TV.
En 11 de enero, se publicó los galardonados del MVP del teatro estrella-sueño, y Zeng Yanfen ganó el galardón los tres años seguidos por parte del Team NII.

## Discografía

### SNH48
| Año  | N.º | Title                               | Side   | Notas                                                     |
| ---- | --- | ----------------------------------- | ------ | --------------------------------------------------------- |
| 2013 | 2   | Fortune Cookie of Love 爱的幸运曲奇 | B-side | Debut con SNH48 Team NII                                  |
| 2014 | 3   | Heart Electric 心电感应             | B-side |                                                           |
| 2014 | 4   | Mae shika Mukanee 一心向前          | B-side |                                                           |
| 2014 | 5   | Uza                                 | B-side |                                                           |
| 2015 | 6   | Give Me Five! 青春的约定            | A-side |                                                           |
| 2015 | 7   | After Rain 雨季之后                 | B-side |                                                           |
| 2015 | 8   | Manatsu no Sounds Good! 盛夏好声音  | B-side |                                                           |
| 2015 | 9   | Halloween Night 万圣节之夜          | A-side | Por la novena posición en la segunda elecciones generales |
| 2015 | 10  | New Year’s Bell 新年的钟声          | B-side |                                                           |
| 2016 | 11  | Engine of Youth 源动力              | B-side |                                                           |
| 2016 | 12  | Dream Land 梦想岛                   | B-side |                                                           |

## Units

### Stage units
| Stage No.                              | Song                          | Notes                                                           |
| -------------------------------------- | ----------------------------- | --------------------------------------------------------------- |
| Team NII 1st Stage "Theater no Megami" | Locker Room Boy 更衣室男孩    | Con Wang Yijun, Huang Tingting, Xu Yanyu y Luo Lan              |
| Team NII 2nd Stage "Saka Agari"        | Ai no Iro 爱的颜色            | Con Huang Tingting, Lin Siyi, Dong Yanyun, Yi Jiaai y Tang Anqi |
| Team NII 3rd Stage "Mokugekisha"       | Hoshi no Mukougawa 星的彼岸   | Con Wan Lina, Xu Yanyu y Lu Ting                                |
| Team NII 4th Stage "Boku no Taiyou"    | Idol Nante Yobanaide 专属偶像 | Con Wan Lina, Tang Anqi y Zhang Yuxin                           |

### Conciertos
| Año  | Fecha           | Concierto                                          | Lugar     |
| ---- | --------------- | -------------------------------------------------- | --------- |
| 2013 | 16 de noviembre | El SNH48 que seguimos este año                     | Guangzhou |
| 2014 | 18 de enero     | Kohaku Uta Gassen                                  | Shanghái  |
| 2014 | 26 de julio     | Concierto de elecciones generales 2014             | Shanghái  |
| 2014 | 26 de diciembre | SNH48 estrella-sueño gira nacional                 | Guangzhou |
| 2014 | 27 de diciembre | SNH48 estrella-sueño gira nacional                 | Shenzhen  |
| 2015 | 31 de enero     | El primer concierto de SNH48 Request Time Best 30  | Shanghái  |
| 2015 | 20 de junio     | SNH48 estrella-sueño gira nacional                 | Changsha  |
| 2015 | 4 de julio      | SNH48 estrella-sueño gira nacional                 | Beijing   |
| 2015 | 25 de julio     | Concierto de elecciones generales 2015             | Shanghái  |
| 2015 | 26 de diciembre | El segundo concierto de SNH48 Request Time Best 30 | Shanghái  |